# Joan Erikson
Joan Mowat Erikson (* 27. Juni 1903 in Brockville, Ontario, Kanada als Sarah Lucretia Serson; † 3. August 1997 in Brewster, Massachusetts, Vereinigte Staaten) war eine kanadisch-amerikanische Erzieherin, Tanzwissenschaftlerin, Kunsttherapeutin und Autorin. Internationale Anerkennung erlangte sie durch die offenkundig gleichumfängliche Beteiligung am wissenschaftlichen Werk ihres Mannes, des Psychoanalytikers Erik H. Erikson.

## Leben und Werk

### Jugend
Joan Erikson war jüngstes der drei Kinder von Marie Louisa Serson, geborene MacDonald, und dem Reverend der Anglikanischen Gemeinschaft John Reaby Serson. Nach dem frühen Tode des Vaters (1912) übersiedelte die Mutter mit den älteren Kindern Charles und Mary (Molly) nach Trenton, New Jersey. Joan blieb, unter der Obhut einer Großmutter, im bisherigen Wohnort der Familie, Gananoque, Ontario zurück. Den Mittelnamen „Lucretia“ mochte sie nicht und änderte ihn in „Mowat“. Später änderte sie auch ihren Vornamen, zunächst in „Sally“ und schließlich in „Joan“. Nach dem Schulabschluss ging sie ans Barnard College in New York City, wo sie den Bachelorgrad als Erzieherin erwarb. Ihr Masterstudium absolvierte sie an der University of Pennsylvania im Fach Soziologie. Joan Eriksons besonderes Interesse galt dem Ausdruckstanz. Sie plante eine Doktorarbeit über Tanzerziehung und ging nach Deutschland, um dort vor Ort Informationen und Material zu sammeln.
Im Herbst 1929 kam sie nach Wien, wo sie an der Tanzschule Hellerau-Laxenburg studierte. In Wien unterzog sie sich auch einer Psychoanalyse bei Ludwig Jekels, die allerdings sehr bald zum Desaster wurde und sie mit großer Skepsis gegenüber dieser Lehre erfüllte. Ende 1929 wurde sie auf einem Faschingsball Erik Homburger (= Erik Erikson) vorgestellt und trat mit ihm wenig später in eine Liebesbeziehung. Nachdem sie im Frühjahr 1931 schwanger wurde, heiratete das Paar.

### Mittlere Lebensjahre
Da ihr Mann jüdisch und die Familie über die gemischtkonfessionelle Verbindung nicht froh war, bekannte Joan Mowat Homburger, wie sie nun hieß, sich formal zum Judentum, gab ihre Bindung an die Anglikanische Gemeinschaft faktisch aber nicht auf. Am 2. Dezember 1931 kam ein Sohn, Kai Theodor, zur Welt, der später Soziologe wurde. Joans Vorbehalte gegen die klassische psychoanalytische Methode gewannen an Kontur in dem Maße, in dem sie Anna Freud kennenlernte, bei der Erik sich einer Lehranalyse unterzog. Später kritisierte sie insbesondere Anna Freuds Standpunkt, dass schon die Kreativität von Kindern und Heranwachsenden der Psychoanalyse unterworfen werden sollte. Erik empfing von ihrer Skepsis zunehmend starke Anregungen, und Joans Vorbehalte wurden zum Ausgangspunkt für die eigenständige Lehre, die er später entwickelte.
1933 wurde der zweite Sohn, Jon McDonald, geboren und Erik bestand seine Abschlussprüfungen bei der Wiener Psychoanalytischen Gesellschaft. Die Familie ging nach Dänemark, wo Erik die dänische Staatsbürgerschaft hoffte wiederherstellen zu können. Als dieser Versuch scheiterte, drängte Joan, die ihre Familie vor dem aufstrebenden Nationalsozialismus in Sicherheit bringen wollte, auf eine Übersiedlung in die Vereinigten Staaten. Im Herbst 1933 trafen die Homburgers in New York City ein und ließen sich dann in Boston nieder, wo Erik seine Studien in Harvard fortsetzte. 1936 wechselten sie nach New Haven, wo Erik eine Forschungs- und Lehrtätigkeit an der Yale University aufnahm.
1938 kam die Tochter Sue zur Welt. Im folgenden Jahr, 1939, zog die Familie erneut um, nun nach Berkeley, wo Erik an der UC Berkeley arbeitete. 1939 nahm die Familie die amerikanische Staatsbürgerschaft an und wählte den neuen Familiennamen „Erikson“. 1944 brachte Joan ein viertes Kind zur Welt, Neil, der das Down-Syndrom hatte. Die Eriksons entschlossen sich, das Kind in ein Heim zu geben und seine Existenz zu verheimlichen.
Die Jahre in Berkeley waren der Höhepunkt des wissenschaftlichen Schaffens von Erik und Joan Erikson. In enger Zusammenarbeit ersannen und entwickelten sie in dieser Zeit das Stufenmodell der psychosozialen Entwicklung, und es ist schwer zu sagen, wer von beiden was beitrug. Erik Erikson hat später ausdrücklich bekannt, dass er seine eigenen Anteil von dem seiner Frau nicht unterscheiden könne. In Berkeley fand Joan auch zum Kunsthandwerk, besonders zur Schmuckherstellung und zur Weberei. Später, 1969, veröffentlichte sie ein Buch über die Anfertigung von Schmuck aus Kunstperlen.
1951 zogen die Eriksons nach Stockbridge in Massachusetts um, wo Erik am Austen Riggs Center als Arzt praktizierte. Joan übernahm in dieser psychiatrischen Modellklinik die Leitung des kunsttherapeutischen Programmes, das Schauspiel, Tanz, Malerei, Bildhauerei, Holzhandwerk, Gärtnerei und Musik umfasste. Sie war davon überzeugt, dass Kunst ähnlich heilende Kraft besitzt wie konventionelle psychotherapeutische Methoden. Daneben gründete sie einen Montessorikindergarten, in dem Klinikmitarbeiter und lokale Familien ihre Kinder erziehen lassen konnten.

### Spätere Lebensjahre
1970 zogen die Eriksons erneut in die San Francisco Bay Area, nun nach Tiburon. Joan nahm ein Angebot an, am Mt. Zion Hospital in San Francisco ein ähnliches kunsttherapeutisches Programm zu leiten wie zuvor am Austen Riggs Center.
1982 entstand in Cambridge, als Einrichtung des Cambridge Hospital und der Harvard Medical School, das Erik H. and Joan M. Erikson Center, das als Ausbildungs- und Forschungseinrichtung diente. Die Eriksons, die Cambridge in den letzten Jahren nur als Nebenstützpunkt verwendet hatten, ließen sich 1987 endgültig dort nieder. Erik hatte schon seit 1969 wieder in Harvard gelehrt und war dort seit 1970 Emeritus. Von 1987 boten die Eriksons am Erikson Center gemeinsame Lehrveranstaltungen an.
Erik Erikson starb 1994. Auf der Grundlage seiner Notizen und ihrer eigenen Ideen setzte Joan sein Werk anschließend fort; sie identifizierte und beschrieb eine 9. Lebensphase des hochbetagten Alters, die von gesundheitlichem Verfall, Abhängigkeit, Verlust und sozialer Isolation geprägt sei; gleichzeitig betonte sie aber, dass Altern auch Befreiung bedeute. Diese Konzeption wurde posthum in einer erweiterten Neuauflage von Eriks Buch The life cycle completed (1998) veröffentlicht.
Joan Erikson verbrachte ihre letzte Lebenszeit in einem Pflegeheim in der Nähe von Cambridge. Nach ihrem Tod im Jahre 1997 fand sie ihre letzte Ruhestätte bei ihrem Mann auf dem First Congregational Church Cemetery in Harwich, Massachusetts.

## Veröffentlichungen
Deutsche Übersetzungen der Bücher von Joan Erikson liegen bis heute nicht vor.
- Mata ni pachedi; a book on the temple cloth of the Mother Goddess. National Institute of Design, Ahmedabad 1968.
- The universal bead. Norton, New York 1969.
- Saint Francis and his four ladies. Norton, New York 1970.
- mit David Loveless, Joan Loveless: Activity, recovery, growth: the communal role of planned activities. Norton, New York 1976 (eingeschränkte Vorschau in der Google-Buchsuche).
- mit Erik Erikson, Helen Kivnick: Vital involvement in old age. Norton, New York 1986 (eingeschränkte Vorschau in der Google-Buchsuche).
- Wisdom and the senses: the way of creativity. Norton, New York 1988 (eingeschränkte Vorschau in der Google-Buchsuche).
- Legacies: Prometheus, Orpheus, Socrates. Norton, New York 1993.